# Hermandad de la Caridad (Córdoba)
La Real Hermandad y Cofradía del Señor de la Caridad es una Hermandad de culto católico de Córdoba. Tiene su sede canónica en la Iglesia de San Francisco y San Eulogio, y realiza su Estación penitencial en la tarde-noche del Jueves Santo. Es popularmente conocida como la Hermandad de los Legionarios, debido al acompañamiento militar de este cuerpo de las Fuerzas Armadas tanto en la Estación de Penitencia como en el ejercicio del Vía Crucis protagonizado por la imagen cristífera de la Hermandad en la mañana del Viernes Santo.

## Historia
La Real Hermandad y Cofradía tiene sus comienzos en el siglo XV comenzando como Hermandad asistencial, al auxilio de los más necesitados. No sería hasta más adelante cuando se convierte en Hermandad con carácter penitencial.
Hay muchas incógnitas sobre el año de la fundación de la Hermandad como tal. Sin embargo, la teoría que más fuerza tiene es la que sostiene que fue en el año 1469, coincidiendo con la estancia en Córdoba del rey Enrique IV de Castilla, y que, aunque pronto quedaría en manos de la nobleza local, el origen de la corporación fue fruto del desvelo de artesanos y comerciantes. Muy pronto, le fueron concedidos privilegios por el Concejo Municipal a su hermano mayor, en 1471 y 1481, y la Real Cédula otorgada por los Reyes Católicos en 1478, autorizando así a la Hermandad la redención de cautivos, acarrearon el compromiso de la nobleza cordobesa, que a partir de estas fechas dirigió la vida de la hermandad. En el año 1484 se dan las primeras iniciativas para la construcción del Hospital de la Santa Caridad en la Plaza del Potro, y en febrero de 1493, comienzan sus obras por disposición de don Alonso de Fuentes, provisor episcopal.
En el siglo XVI, el control de la alta nobleza sobre la Hermandad es total, hasta el punto de exigirse prueba de sangre para hallarse entre sus miembros. El Papa Alejandro IV le concede nuevas prerrogativas en 1500, ratificadas en 1534 por don Francisco de Mendoza, Obispo de Zamora. Ese mismo año, el emperador Carlos I le dona como renta anual perpetua la cantidad de 12.444 maravedíes, pago por Reales Cédulas. Sin embargo, la decadencia del Antiguo Régimen supuso también la de la Cofradía, al tiempo que desaparecían sus privilegios y prerrogativas. En 1837 se cierra el Hospital, y en los años siguientes la Hermandad se escinde prácticamente, aunque en San Francisco se sigan organizando quinarios y otros cultos en honor del Crucificado hasta 1881.
En 1891, el párroco de San Francisco intenta la refundación de la hermandad, bajo la advocación de Paz y Caridad, llegando incluso a eligirse una junta. No obstante, y a pesar de la solemne recuperación de los cultos al Señor, en 1894 se pierde todo  rastro documental, aunque se conocen posteriores funciones litúrgicas en honor del Crucificado entre 1910 y 1912.
Para 1939, con la participación de cofrades procedentes de la Hermandad de las Angustias, se produce la reorganización de la cofradía en torno a la imagen del crucificado. Este hecho se inscribe en la dinámica de la época, vinculándose estrechísimamente con el nacionalcatolicismo impuesto en aquellos años después de la Guerra civil española. Así, se nombró como mayordomo a D. Fernando Fernández Martínez, jefe provincial de Falange, y se concedió al desaparecido José Antonio Primo de Rivera el título de Hermano Mayor Perpetuo. 
El Jueves Santo de ese mismo año organizaba, en colaboración con la Hermandad de las Angustias el sermón de las Siete Palabras, saliendo aquella misma noche una representación de la Caridad en la estación penitencial de la Cofradía de San Agustín, de la que era miembro destacado el vicehermano mayor de la renacida hermandad don Manuel Revuelto Nieto. La reorganización podía considerarse concluida definitivamente el 19 de octubre de 1939. Y poco después, don Antonio Priego dona la antigua imagen de una Dolorosa a la Hermandad. Finalmente, el Domingo de Ramos de 1940, y con la presencia del general Fermoso, gobernador militar, en su presidencia, la Hermandad realizó su primera Estación de Penitencia. En el año 1941, la Cofradía consigue de la autoridad eclesiástica la configuración jurídica y canónica que la hacía continuadora de la desaparecida en el siglo anterior, pasando pronto a ocupar su lugar el Jueves Santo.

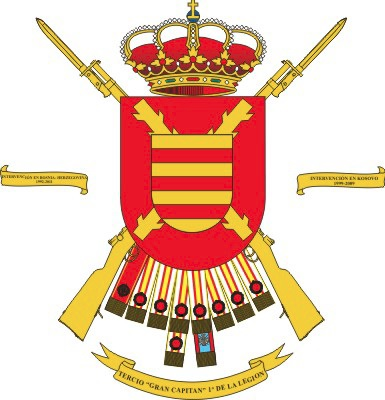
Tercio del Gran Capitán.

En 1952 comenzó una colaboración que ha definido en el corazón popular a la Hermandad hasta nuestros días: la presencia en la Estación penitencial del Tercio Gran Capitán de la Legión, el cual ocupa el cargo de hermano mayor honorario de la cofradía. Desde entonces, solo en muy contadas ocasiones han faltado los legionarios a su cita con el crucificado de San Francisco. Los lazos de la Hermandad con sus hermanos legionarios son tan estrechos que, cuando disposiciones oficiales prohibieron a mediados de los noventa la participación de las fuerzas armadas en las estaciones penitenciales, la cofradía, antes que contratar cualquier otra formación musical, prefirió hacer su recorrido en silencio. Y así lo ha repetido en la inmensa mayoría de las ocasiones en las que el Tercio no ha podido acudir el Jueves Santo.
Entre 1957 y 1958, la Hermandad procesionó en la mañana del Viernes Santo dentro de la procesión general del Santo Entierro. Una vez superado el decaimiento generalizado de la Semana Santa de Córdoba en la década de los sesenta, en 1970 la Cofradía se incorporó al proceso de crecimiento y esplendor que ha caracterizado al movimiento cofrade cordobés en las últimas décadas. Precisamente, en los últimos años de los setenta se produce una renovación de la edad media de los responsables de la cofradía, al hilo de la constitución de su primera cuadrilla de hermanos costaleros, que lleva por vez primera a su titular bajo las trabajaderas el Jueves Santo de 1979.
En el año 1983 la Hermandad organiza diversos actos religiosos y culturales, con motivo de la evocación de un posible D aniversario fundacional, aunque esta fecha no podía ser precisada. Entre los actos, destaca una conferencia celebrada en el Alcázar de los Reyes Cristianos que tuvo por título La Caridad, Hermandad del Descubrimiento, y que corrió a cargo del canónigo archivero don Manuel Nieto Cumplido. En la década de los noventa se inicia con los actos conmemorativos del 50º Aniversario refundacional, concediéndole a Cajasur el título de Hermano Mayor de Honor y a su entonces presidente, monseñor Miguel Castillejo Gorráiz, la consideración de hermano mayor honorario.
En el año 1996 se produce el hallazgo de las primitivas reglas de la corporación, datadas en 1594 y adquiridas por Cajasur para el Museo Diocesano cordobés, pero cedidas a la cofradía para su salida procesional, en la que ocuparon un lugar destacado en 1997. No sería hasta el año 2023 cuando dicho libro fue entregado a la Hermandad en un acto acaecido en la capilla de su Sagrado Titular en la parroquia de San Francisco.

## Señor de la Caridad
Es una una talla anónima que debió ser realizada en los últimos años del siglo XVI o principios del XVII, ya que es de estilo manierista. La imagen, de gran tamaño, presenta un excelente tratamiento anatómico y una complexión fuerte y atlética. Perteneció al antiguo Hospital de la Caridad, pero al decretarse el cierre de dicho local, pasó a la iglesia de San Francisco. Muchos cronistas y escritores cordobeses han venido manteniendo que la escultura fue donada por Juan Draper en el año 1614. Lo que sí se ha atribuido es su autoría al afamado y gran escultor y arquitecto de la época Pedro Freila de Guevara, nacido en Guadix y afincado en Córdoba, autor de numerosas e importantes imágenes y retablos de la Catedral, como las del Altar Mayor, y otros atribuidos de toda la provincia, como Jesús Nazareno (El Terrible) de Puente Genil, San José de Aguilar de la Frontera, Jesús en el Huerto de Montilla y otras muchas más.
Se trata de un cristo crucificado, muerto en la cruz, unido a ella por tres clavos en las extremidades y uno en la espalda. Su torso, de grandes proporciones, se encuentra levemente girado a la derecha, a la vez que su cabeza cae desplomada también ese lado. Los hombros, colocados a distinta altura, favorecen la flexión de un cuerpo que se tuerce sobre sí mismo, recordando conocidos recursos del siglo XVI. Su rostro, de gran serenidad y que no proporciona signos de dolor, se encuentra con  los párpados cerrados. Su nariz recta y su boca entreabierta imprimen, en la imagen, carácter y grandeza. Su barba es bífida y voluminosa. 
En la actualidad, se conoce que ha sido sometido a cuatro restauraciones: dos en los siglos XVII y XVIII, pero de las que no constan los nombres de los restauradores; otra en 1939 por Rafael Díaz Peno, coincidiendo con la refundación de la Cofradía; en 1982 por Miguel Arjona; y la más reciente, por Rosa Cabello y Enrique Ortega en 2017.

### Dolorosa
Cada Jueves Santo, la imagen del crucificado es acompañada en su paso por la imagen de una Dolorosa. Ésta, atribuida inicialmente a José de Mora, los recientes estudios la vinculan a Diego de Mora. Se trata de una imagen tallada entera, rompiendo así con el estilo de talla de vírgenes de candelero, en las que solo tienen cara, cabeza y busto y manos y antebrazos talladas. La imagen aparece de rodillas y permanece con las manos entrelazadas, en actitud de rezo y oración ante la muerte de su hijo en la cruz, e inclinando levemente la cabeza a la derecha. Porta rostrillo blanco de viuda y túnica del mismo color, con un manto de pliegues agitados de color azul oscuro con una franja dorada que la rodea. Su rostro, muestra un gran dolor contenido, con la mirada baja y de cuyos ojos caen seis lágrimas. A día de hoy , la imagen ha sido sometida a tres restauraciones: la primera en 1939 por Rafael Díaz Peno, en 1980 por Luis Álvarez Duarte, y en el 2001 por Salvador Molina Ruiz.

## Recorrido 2023
Compás de San Francisco (16:45), San Fernando (17:00), Diario Córdoba, Rodríguez Marín (17:30), Corredera, Plaza de la Amarga, Escultor Juan de Mesa, Plaza de San Pedro, Don Rodrigo, Lineros (Candelaria) (18:00), Lucano, Plaza del Potro, Romero Barros, San Fernando, Cruz del Rastro, Ronda de Isaasa, Carrera Oficial (19:30-20:30), Magistral González Francés, Cardenal González (21:00), San Fernando (21:30), Compás de San Francisco (22:00)

## Acompañamiento musical
Desde la Estación de Penitencia de 1952, el paso del Señor de la Caridad ha recibido los sones del Tercio Gran Capitán de la Legión. Incluso los años que las inclemencias meteorológicas han impedido la salida de la Hermandad, los legionarios le han tocado desde el exterior de la Iglesia de San Francisco. Por contra, los años que el Tercio no ha podido acudir a la Estación de Penitencia, en la mayoría de los casos no ha llevado acompañamiento musical por respeto al Regimiento, el cual es hermano honorífico de la Hermandad. No obstante, el acompañamiento militar siempre ha estado presente en el ejercicio del Vía Crucis presidido por la imagen cristífera de la corporación en la mañana del Viernes Santo.
Sin embargo, en el año 2023, la Hermandad, reunida en Cabildo Extraordinario de hermanos, tomó la decisión de no contar con los servicios del Tercio Gran Capitán, a pesar de su disponibilidad. La subida desorbitada del coste de su participación en la procesión fue un factor determinante para prescindir de su participación en la Estación de Penitencia. Por ello, la Cofradía decidió la contratación de la Banda de Cornetas y Tambores de la Coronación de Espinas de la misma capital cordobesa, la cual ya había puesto sus sones tras el paso de la Cofradía en algunos de los años que el Tercio no había podido acudir. No obstante, para la celebración del Vía Crucis de la imagen cristífera en la mañana del Viernes Santo, volvió a ser acompañado por los sones del Tercio como venía siendo tradición.
Para el Jueves Santo de 2024 volvería a hacer uso de los servicios musicales del Tercio, aunque en esta ocasión no pudo ser por las calles debido a las inclemencias meteorológicas.

## Paso por la Carrera Oficial
| Predecesor: Jesús Nazareno | Orden de entrada en la Carrera Oficial (Jueves Santo) Segundo lugar | Sucesor: El Caído |

- Datos: Q109300265